# Popillia imitans
Popillia imitans är en skalbaggsart som beskrevs av Frey 1972. Popillia imitans ingår i släktet Popillia och familjen Rutelidae. Inga underarter finns listade i Catalogue of Life.